# Skovgøgelilje
Skovgøgelilje (Platanthera chlorantha), ofte skrevet skov-gøgelilje, er en 15-50 cm høj orkidé. Den er vidt udbredt i Europa fra de Britiske Øer i vest til Rusland og Kaukasus i øst. Skovgøgelilje vokser i skove og på tør græsslette op til 2000 moh. Arten har hvidlige blomster i en stor aksformet blomsterstand.
Den kendes fra bakkegøgelilje på, at der i blomsten er stor afstand mellem støvknappens to rum, og at afstanden bliver større nedadtil. Den blomstrer normalt et par uger før bakkegøgelilje, hvilket herhjemme sker i juni. I Danmark findes den hist og her i næringsrige skove og på overdrev i næsten hele landet. I det øvrige Skandinavien findes den både i Norge og Sverige.